# 서흥군 (대한민국)
서흥군(瑞興郡)은 대한민국 황해도에 있는 대한민국의 군이다. 이북5도위원회가 관리하는 명목상의 행정 구역이다. 황해도 동북부에 위치한 군으로, 면적은 914.5km2이며, 1개 읍, 10개 면, 102개 리를 관할하고 있다. 군청소재지는 신막읍 신막리이다.

## 행정 구역
| 읍면           | 면적(km2) | 리 숫자 | 리(里) |
| -------------- | --------- | ------- | --- |
| 신막읍(新幕邑) | 113.14    | 12      | 신막(新幕) 이괴(梨槐) 주교(周橋) 증락(甑洛) 석락(石洛) 가창(加倉) 은현(隱峴) 남한(南漢) 거문(巨門) 시담(矢潭) 천곡(泉谷) 와야(瓦野) |
| 구포면(九圃面) | 76.44     | 6       | 신당(新塘) 자작(自作) 오암(五岩) 구정(九井) 정문(旌門) 운천(雲川)                                                                   |
| 내덕면(內德面) | 68.33     | 12      | 신촌(新村) 유판(柳板) 석련(石蓮) 냉정(冷井) 장포(長浦) 다전(多田) 상금(上金) 하석(下石) 상석(上石) 감당(甘棠) 대화(大和) 덕성(德城) |
| 도면(道面)     | 108.77    | 11      | 능(陵) 도통(道筒) 금교(金橋) 두무(杜茂) 수곡(水曲) 성매(城梅) 신전(薪田) 화음(華陰) 양학(陽鶴) 송화(松花) 국대(菊垈)                |
| 매양면(梅陽面) | 93.38     | 9       | 녹안(綠鞍) 서봉(書峰) 덕암(德岩) 월농(月農) 백화(百花) 매정(梅亭) 청포(靑浦) 대평(大平) 양사(陽射)                                  |
| 목감면(木甘面) | 118.23    | 10      | 흥수(興水) 복대(卜大) 백암(白岩) 향교(鄕校) 창촌(倉村) 당현(唐峴) 수곡(水曲) 입암(立岩) 소기(所己) 장양(長陽)                       |
| 서흥면(瑞興面) | 55.42     | 12      | 명의(明義) 고성(古城) 오운(五雲) 작문(作門) 주산(舟山) 덕어(德魚) 예운(曳雲) 와류(臥柳) 잠두(蠶頭) 영파(暎波) 화곡(花谷) 구암(鳩岩) |
| 세평면(細平面) | 42.73     | 6       | 지산(芝山) 이산(尼山) 직현(稷峴) 간평(艮坪) 어룡(魚龍) 고읍(古邑)                                                                   |
| 소사면(所沙面) | 65.55     | 6       | 방곡(防谷) 농운(弄雲) 장암(長岩) 평촌(坪村) 남죽(南竹) 송전(松田                                                                    |
| 용평면(龍坪面) | 82.91     | 11      | 금천(金川) 월은(月隱) 문무(文武) 상평(上坪) 삼천(三川) 범안(泛雁) 월탄(月灘) 용연(龍淵) 봉하(鳳下) 금릉(金陵) 서곡(瑞谷)            |
| 율리면(栗里面) | 89.45     | 7       | 송월(松月) 서달(徐達) 오동(梧桐) 신방(新芳) 봉암(蓬岩) 상률(上栗) 칠송(七松)                                                        |

## 참고 문헌
- “황해도 시군 소개”. 이북5도위원회.
- “황해도 기구 및 정원”. 이북5도위원회.

## 같이 보기
- 서흥군